# Eguisheim
Eguisheim – miejscowość i gmina we Francji, w regionie Grand Est, w departamencie Górny Ren.
Według danych na rok 1990 gminę zamieszkiwało 1530 osób, 108 os./km².

## Turystyka

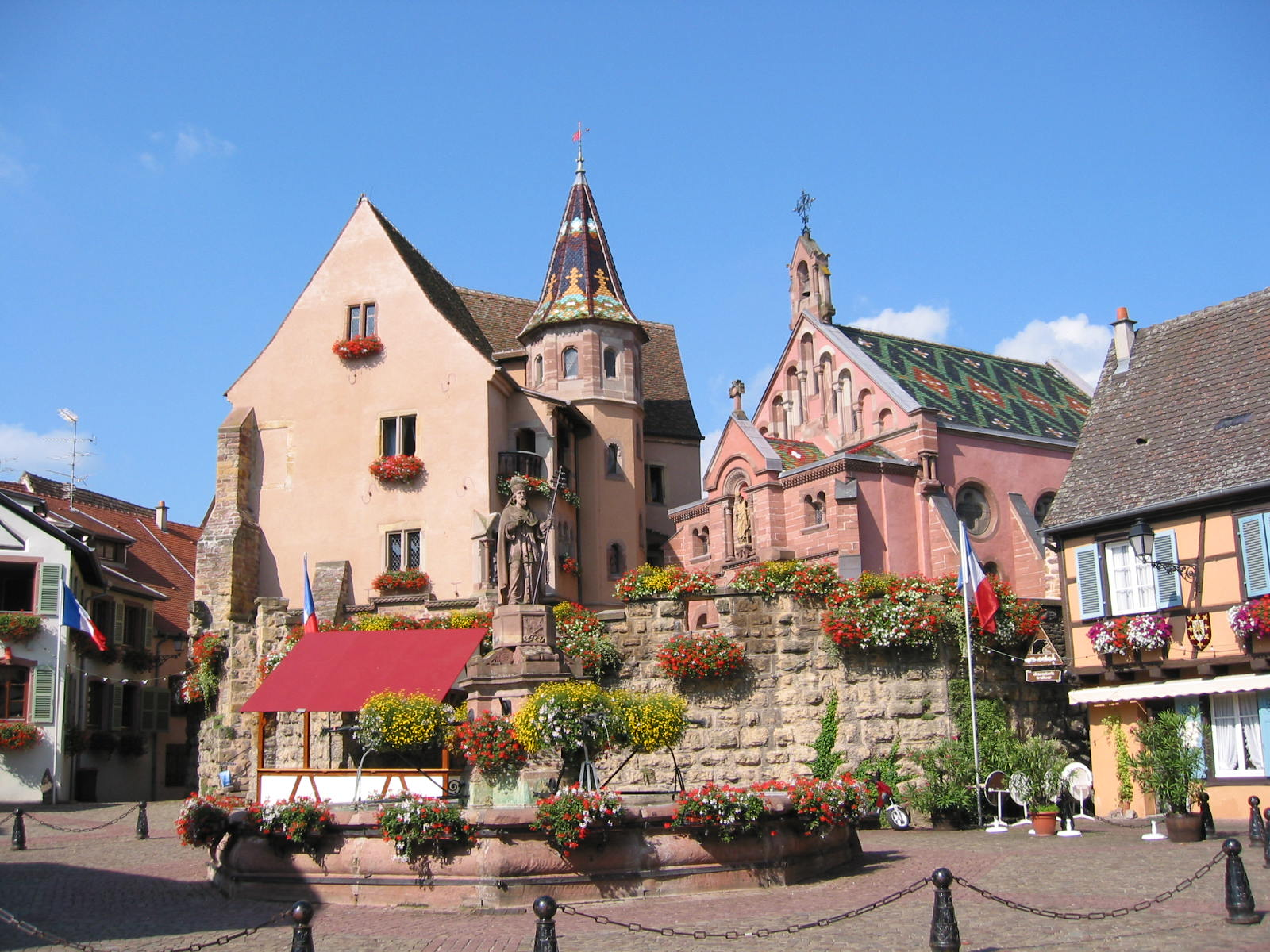
Zamek (z lewej) i kaplica św. Leona IX (z prawej) w centrum Eguisheim

Eguisheim jest jedną z trzech obok Hunawihr i Riquewihr wioską w regionie Górny Ren należącą do francuskiego stowarzyszenia Les Plus Beaux Villages de France zrzeszającego najładniejsze wsie we Francji. Swoją popularność wśród turystów Eguisheim zawdzięcza również swojemu położeniu na Szlaku Win w Alzacji.

## Urodzeni w Eguisheim
- Bruno, hrabia Egisheim-Dagsburg, późnieszy papież Leon IX.

## Współpraca
Miejscowości partnerskie:
- Aubusson, Francja
- Bruksela, Belgia
- Hautvillers, Francja
- Hinterzarten, Niemcy
- La Louvière, Belgia
- Spa, Belgia